# فرودگاه شهری دیکیتر
فرودگاه شهری دیکیتر (به انگلیسی: Decatur Municipal Airport) یک فرودگاه همگانی بهره‌برداری هوایی است که یک باند فرود آسفالت دارد و طول باند آن ۱۲۸۰ متر است. این فرودگاه در شهر دکاتور، تگزاس کشور ایالات متحده آمریکا قرار دارد و در ارتفاع ۳۱۹ متری از سطح دریا واقع شده‌است.